# Roberto Succo
Roberto Succo (Venezia, 3 aprile 1962 – Vicenza, 23 maggio 1988) è stato un serial killer italiano.

## Biografia

### L'omicidio dei genitori
Succo era uno studente di quinta D del liceo scientifico Morin a Mestre. Il 12 aprile 1981, all'età di 19 anni, uccise i genitori, accoltellando per 32 volte la madre Maria Lamon e, dopo averne atteso in casa per tutto il giorno il ritorno, colpì col retro di un'accetta il padre Nazario nella loro casa di via Terraglio, 296. Dopo aver ucciso i genitori, ne occultò i cadaveri nella vasca da bagno piena d'acqua. Li uccise perché non gli facevano usare l'Alfasud di loro proprietà.
Fuggì poi da Mestre, ma le indagini sull'omicidio dei genitori vennero indirizzate subito su di lui, che due giorni più tardi venne arrestato all'uscita di una pizzeria a San Pietro al Natisone, poco lontano dal confine con la Jugoslavia, dopo che era tornato brevemente sul luogo dell'omicidio.
Dichiarato infermo di mente dal tribunale (poiché affetto da schizofrenia paranoide e da disturbo antisociale di personalità), venne condannato a 10 anni e internato nell'ospedale psichiatrico giudiziario di Reggio Emilia.

### Fuga e latitanza in Francia
Il 17 maggio 1986 approfittando di un permesso, evase dall'ospedale facendo perdere le proprie tracce. Fino al momento della fuga aveva tenuto un comportamento normale, diplomandosi e dando impressione di aver ritrovato un certo equilibrio mentale, tanto da ricevere il parere positivo in molte visite dai medici e dagli psichiatri che concessero il benestare ai permessi.
Dopo la fuga dall'Italia, si rifugiò in Francia con documenti falsi e il cognome cambiato in "Zucco". Qui commise altri cinque omicidi (un brigadiere della Gendarmeria Nazionale Francese, un medico, un ispettore di polizia e due donne).

### Ritorno in Italia e morte
Dalla Francia attraversò la Svizzera e tornò in Italia e, il 28 febbraio 1988, fu arrestato in Veneto in località Bocca di Strada di Santa Lucia di Piave.
Tentò nuovamente di evadere dal carcere di Santa Bona di Treviso, improvvisando una conferenza stampa sul tetto del penitenziario con molta gente accorsa intorno al carcere.
Il 9 maggio 1988 l'Italia rifiutò di estradarlo in Francia; Succo fu nuovamente dichiarato irresponsabile dagli psichiatri, diagnosticato come «schizofrenico paranoico».
Le indagini per la cattura di Succo furono affidate, all'epoca, al capo della squadra mobile di Venezia Arnaldo La Barbera, presunto collaboratore del SISde.
Nella notte tra il 22 e il 23 maggio 1988, nel carcere San Pio X di Vicenza, fu ritrovato morto, soffocato con un sacchetto di plastica riempito di gas.

## Elenco delle vittime
- Maria Lamon e Nazario Succo, suoi genitori, uccisi a Venezia il 12 aprile 1981.
- André Castillo, brigadiere della gendarmeria ucciso a Tresserve il 2 aprile 1987
- France Vu-Dinh, uccisa a Annecy il 27 aprile 1987 (cadavere mai ritrovato)
- Michel Astoul, ucciso forse a Sisteron il 27 aprile 1987 (corpo ritrovato il 28 ottobre seguente a Épersy)
- Claudine Duchosal, violentata e uccisa a Menthon-Saint-Bernard il 24 ottobre 1987.
- Michel Morandin, ispettore della gendarmeria, ucciso a Tolone il 28 gennaio 1988.
- Claude Aiazzi, ferito nell'episodio in cui fu ucciso il suo collega Morandin

## Cultura di massa
- Alla vicenda è ispirato il film del 2001 Roberto Succo[9] diretto da Cédric Kahn e interpretato da Stefano Cassetti,[10] presentato quello stesso anno al festival di Cannes.[11]
- Il drammaturgo francese Bernard-Marie Koltès scrisse nel 1988 un'opera teatrale intitolata Roberto Zucco.
- Le vicende di Succo sono narrate nei programmi televisivi La linea d’ombra e Stelle nere, e in due episodi del podcast Dark Souls.
- In Francia il caso fu trattato dal programma televisivo di France 2 Au bout de l'enquête, la fin du crime parfait? il 21 gennaio 2023.[12]